# 辵部
辵部（）は、漢字を部首により分類したグループの一つ。
康熙字典214部首では162番目に置かれる（7画の16番目、酉集の16番目）。
日本では之（）の字に見える繞を取り分けて、しんにょうやしんにゅうなどと称する。

## 概要

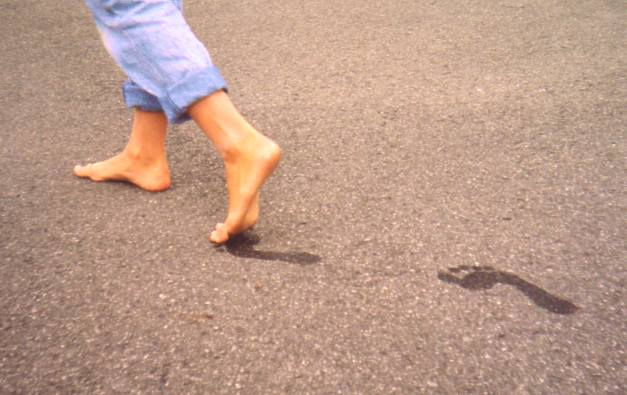

「辵」字は行きつ止まりつしながら進むこと、あるいは急いで行くことを表す。道路を表す「彳」の下に足を表す「止」を組みあわせた会意文字である。
偏旁の意符としては道を行くこと、歩くこと、道、脚などに関わることを示す。このとき通常「辶」の形となって左から下にかけての繞の位置に置かれ、半包囲構造を形成する。
日常ではまず用いられないが、辵部に所属する漢字で「辵」の字形のまま用いられている漢字も、Unicodeでは拡張領域に「𨑔」「𨑡」「𨑢」をはじめ少数存在する。

## 通称の問題
日本では「しんにょう」または「しんにゅう」と呼び「之繞」の字を当てるが、この「之」の字は仮名である。1446年の『壒嚢鈔（）』に「（略）之の字に非ずチャク（辵）の字を四画に書く故に四繞」とある。江守賢治は「進の繞」であるとする。

## 一点之繞と二点之繞

### 活字体

#### 日本
之繞に限らず、活字体の規範は康熙字典体（旧字体）であるとされてきたが、1946年に告示された当用漢字表では沢（澤）や浜（濱）などの簡易字体（新字体）が採用された。康熙字典体の之繞は点が2つで直角の折れにヘ形の払いの二点之繞（辶）になっている。一方、1949年に告示された当用漢字字体表の之繞は一点（辶）になっている。しかし当用漢字表に附属する簡易字体131字の表には之繞の一点と二点の差が記載されていない。1981年に告示された常用漢字表に示されている旧字体357字にも之繞の差は記載されていない。当用漢字や常用漢字に倣い、さらに漢字全般の簡略化を推し進め、例えば「鷗」→「鴎」のように簡略化された部分字形を表外字にも適用するJIS X 0208（当時はJIS C 6226）が1983年に改正された。その後2000年1月にJIS X 0213が制定されたが、国語審議会は2000年12月に表外字については簡略化しないとする表外漢字字体表を答申した。そのためJIS X 0213は同字体表との整合性をとるため2004年に改正された。表外漢字字体表の印刷標準字体は基本的に康熙字典体に従うものであるが、之繞については一点も許容されている（3部首許容）。JIS漢字やUnicodeは一点と二点を包摂する（区別しない）としている。
結果として、一般的な漢字で一点之繞と二点之繞が混在する状況が続いている。例えば「邁進」の場合「邁」は二点之繞、「進」は一点之繞である。両者の差は当用漢字に取り入れられた文字かどうかであるが、それにより之繞の字形が異なることになる。
表外字であっても「蓮」「迪」「遥」「遼」は表外漢字字体表答申当時の人名用漢字なので、表外漢字字体表では「常用漢字に準じて扱うことが妥当であると判断した。そのため、人名用漢字についても、常用漢字と同様に対象外とした。」とし、「一点之繞」を標準としている（表外漢字字体表では印刷標準字体を示さない）。ただし、司馬遼太郎の「遼」、大杉漣の「漣」、蓮實重彥の「蓮」などは固有名詞であるため二点之繞が用いられる。逆に辻希美のように印刷標準字体は二点之繞「辻」だが、名前では一点之繞「辻」の方を使用している場合もある。
かつて市名および町名（蓮田）で二点之繞を採用していた埼玉県蓮田市は、コンピュータ化を考慮し、2011年1月4日から「蓮」を一般的な表記である一点之繞に改めたが、蓮田駅は変更にコストがかかるとして二点之繞のままとなっている。JR東日本では逗子駅や辻堂駅も二点之繞だが、これらは自治体の地名表記（逗子市・藤沢市辻堂）も二点之繞である。駅名としては他に、蓮駅・妙蓮寺駅・蓬萊駅など。

#### 中国
中国の新字形では辵部すべての漢字に「一点之繞」（辶）を採用している。

#### 台湾・香港
台湾の国字標準字体や香港標準字形の明朝体では一点でその下を「フフヘ」とする楷書体を角張らせた形（⻎）を採用している（ただし、Windowsが搭載しているフォント細明體・新細明體 (PMingLiU・MingLiU) は5.03版以降でないとこれに対応しておらず、それ以前の版では二点之繞で表される）。

#### 韓国
韓国では「二点之繞」を採用している。

### コード
日本ではJIS X 0208においては部首が含まれていなかったが、2000年にJIS X 0213が定められ、第3水準に部首である辵（JIS X 0213で1-92-51）、第4水準漢字に一点之繞（JIS X 0213で2-89-73）と二点之繞（JIS X 0213で2-89-74）が定義された。Unicodeでは、CJK統合漢字の他にも、辵が康熙部首ブロックに、3種類の之繞がCJK部首補助ブロックにも含まれている。
| 康熙字典 日本（二点之繞） 韓国 台湾（伝統的な字形） 香港（伝統的な字形） | 日本（一点之繞） 中国                                     | 台湾（教科書体の字形） 香港（教科書体の字形） |
| U+8FB6 （異体字セレクタ:U+E0100/U+E0102） U+2ECD                         | U+8FB6 (U+FA66) （異体字セレクタ:U+E0101/U+E0103） U+2ECC | U+8FB6 （異体字セレクタ:U+E0104） U+2ECE      |
| ------------------------------------------------------------------------ | --------------------------------------------------------- | --------------------------------------------- |
| 辶                                                                       | 辶                                                        | 辶                                            |

Unicodeのコードポイントは、上段がCJK統合漢字、下段がCJK部首補助である。CJK部首補助ブロックの方の文字には名前が付けられており、U+2ECCの一点之繞がCJK RADICAL SIMPLIFIED WALK（簡略化された之繞）、U+2ECDの二点之繞がCJK RADICAL WALK ONE（之繞1）U+2ECEの一点にフフヘの形の之繞がCJK RADICAL WALK TWO（之繞2）となっている。
CJK統合漢字ブロックの方は本来はどの形もU+8FB6に統合されているが、二つの之繞の形に別の符号が与えられているJIS X 0213の文章を変換する際は、U+8FB6には二点之繞を対応させ、一点之繞の方は、往復変換の保証のため（可逆性を失わないように）互換専用領域であるCJK互換漢字のU+FA66に対応させることとなっている。2007年末には異体字セレクタを使用して区別する方法も規定された。統合漢字ブロックの方のU+8FB6の後に上の表に示した異体字セレクタU+E01xxを加えて表す。2010年には汎用電子コレクション用の異体字セレクタも追加され、その中には、Adobe-Japan1-6には無い台湾、香港で使われる字形と同じ一点にフフヘの形も含まれている。なお、Adobe-Japan1-6と汎用電子コレクションの両方にある一点之繞と二点之繞には二つの異体字セレクタが与えられたが、これは出典が異なれば字形が同じであっても異体字セレクタは統合しない方針のためである。コードポイントが若い方（U+E0100とU+E0101）がAdobe-Japan1-6用、大きい方（U+E0102とU+E0103）が汎用電子コレクション用である。
UnicodeのCJK統合漢字、JIS X 0208には、之繞を含む漢字で之繞の形の違いのみで分離されているものは1字もない。JIS X 0213では上記の部首を示すための之繞のみの字（2-89-73、2-89-74）が唯一分離されている。
Unicodeにおける部首内画数の配列では、之繞の字形は全て4画の扱いとしている。

### 筆記
筆記では多く「丶フフヘ」のような一点之繞が書かれるが、「丶丶フヘ」のようなもの、「丶丶フフヘ」のような二点之繞を書く者もいる。

#### 一点之繞

「道」

筆記の楷書では「干禄字書」でも見られるように点が1つである。上記のように之繞は「彳」と「止」の組み合わせ（「辵」）であり、楷書では「彳」（辵では「彡」の部分）の1画目を点とし、2画目・3画目を続けてフ形の折れに崩し、さらに「止」の横画（辵の5画目）と縦画（辵の6画目）を続けてフヘのような形に崩し、これらを滑らかに連続させた形である。
印刷書体である康熙字典体では彳の下を崩したフの部分を点とし、「二点之繞」の形にしたのであり、両者は字体自体が異なっている。それゆえ、筆記する場合にはすべて1画目だけを点にすればよいのであるが、印刷書体の表外字の影響を受けたものか筆記する際にも点を2つ書いてさらにフフと連続させる人がおり、混乱が生じている。
画数は台湾の「常用国字標準字体筆順学習網」（例：道）では4画となっている。1画目から順に示すと「丶」「フ」「フ」「ヘ」である。

#### 二点之繞

「逕」

筆記の楷書であっても「丶丶フフヘ」（二点之繞）で書く者もいる。一部の漢和辞典では筆記であるにもかかわらず、二点之繞を掲げている。例えば「漢字源」（学研）では人名用漢字の二点之繞の筆順（教科書体）で「丶丶フフヘ」を示している。「新漢語林」（大修館書店）では二点之繞の漢字の一部に筆順として「丶丶フヘ」の教科書体を示している。
但し、改定常用漢字表では、「どちらの印刷文字字形であっても，手書き字形としては同じ「辶」の形で書くことが一般的である，という認識を社会全般に普及していく必要がある」と規定している。
表外漢字字体表では「印刷文字字形（明朝体字形）と筆写の楷書字形との関係」において、「楷書字形としては一般的でないという判断に基づいたもの」として、一点之繞のみを示し「『明朝体字形に倣った例』を省略」した。

市販のフォントは毛筆風や手書き風のフォントでも表外字は之繞が二点にフフの形が多いが、Microsoft OfficeにバンドルされているHGフォントの教科書体および毛筆系のフォントは之繞は一点に統一されている。

#### その他
草書や行書のように楷書よりも崩した書体では一点之繞でも二点之繞でもない之繞（点が無いなど）で書かれることがある。

## 部首の通称
- 日本語：しんにょう（しんにゅう）（「之繞」の発音「しにょう」が変化したもの。「之」の形に似ていることから）
- 中国語：走之底（「走」は現代中国語で「行く」の意。また「之」と形が似ることから）
- 広東語：撐艇仔 （小舟を漕ぐの意。）また艇仔邊 （小舟の部首の意。小舟と形が似ることから）
- 朝鮮語：책받침부（chaek batchim bu、辵繞部）（「辵」の字音は착 (chak) であるが、착받침という発音が変化して책받침となった。받침は「支える」という意味で繞にあたる）
- 英語：Radical walk

## 部首字
辵
- 中古音
  - 広韻 - 丑略切、薬韻、入声
  - 詩韻 - 薬韻、入声
  - 三十六字母 - 徹母
- 現代音
  - 普通話 - 拼音: chuò 注音: ㄔㄨㄛˋ ウェード式: ch'o4
  - 広東語 - 粤拼: choek6 イェール式: cheuk6
- 日本語 - 音：チャク（漢音）
- 朝鮮語 - 音：착(chak) 訓：쉬엄쉬엄갈（swieomswioem gal、休み休み行く）

## 例字
日本で之繞は常用漢字・2000年の表外漢字字体表告示の時点で常用漢字・人名用漢字であった字では一点之繞、それ以外は二点之繞で表される。ただしフォントによっては全て一点之繞もしくは全て二点之繞で表示されることがある。康熙字典は全て二点之繞であるが、数が多いため繞以外の偏旁・筆画が改められたものだけを括弧に収めた。
なお、2019年現在「巡」に関しては、辞典によっては「巛部」に収録されているものと、「辵部」に収録されているものの両方が存在する。
- 辵
- 3:迂・迄・迅、4:近・迎・返、5:述（述）・迪・迭・迫・迦、6:逆・逅・迹・送（送）・退・追・逃・迷、7:這・逡・逍・逝・造（造）・速・逐・通・逞・途・透・逗・逢・連、8:逸（逸）・週（週）・進・逮、9:運・過・遇・遂（遂）・達・道・遁・逼・遍（遍）・遊、10:違・遠・遣・遡・遜・遙（遥9）・遞（逓7）、11:遨・遮・遭・適・遷（遷12）、12:遺・遵（遵）・遲（遅9）・選（選）・邁・遼、13:邂・還・遽・避・邀、15:邊（辺2）
  - 3:巡→巛部

和製漢字
- 1:辷、2:込・辻、4:迚、7:逧、9:遖